# (2865) Laurel
(2865) Laurel – planetoida z pasa głównego asteroid okrążająca Słońce w ciągu 4 lat i 37 dni w średniej odległości 2,56 j.a. Została odkryta 31 lipca 1935 roku w Union Observatory w Johannesburgu przez Cyrila Jacksona. Nazwa planetoidy pochodzi od Stana Laurela, amerykańskiego aktora komediowego znanego z serii filmów o Flipie i Flapie. Przed nadaniem nazwy planetoida nosiła oznaczenie tymczasowe (2865) 1935 OK.